# 大張野站
大張野站（日语：／ Ōbarino eki */?）是位於秋田縣秋田市，屬於東日本旅客鐵道（JR東日本）奧羽本線的鐵路車站。

## 車站構造
本站為1面1線的單式月台的鐵路車站，也是由秋田站負責管理的無人站。

## 历史
- 1904年（明治37年）8月21日：奧羽北線（即現奧羽本線）和田站至神宮寺站開通。
- 1921年（大正10年）11月10日：船岡信號站啟用。
- 1929年（昭和4年）2月25日：信號站改名為大張野信號站。
- 1950年（昭和25年）2月1日：大張野信號站升級至車站，名為大張野站。
- 1979年（昭和54年）12月1日：成為無人站。
- 1987年（昭和62年）4月1日：因國鐵分割民營化，本站成為東日本旅客鐵道的車站。
- 2006年（平成18年）4月：站舍改建完成。

## 車站周邊
- 神內川
- 秋田中央廣域農道
- 鬼子母神社

## 相鄰車站
東日本旅客鐵道
■奧羽本線
□快速
通過
■普通
羽後境－大張野－和田

## 相關項目
- 日本鐵路車站列表 O

## 外部連結
- JR東日本－大張野站（页面存档备份，存于）（日語）

39°39′48.6″N 140°16′25.6″E / 39.663500°N 140.273778°E